# جورج إل. ويلارد
جورج إل. ويلارد (بالإنجليزية: George L. Willard)‏ هو عسكري أمريكي، ولد في 15 أغسطس 1827 في نيويورك في الولايات المتحدة، وتوفي في 2 يوليو 1863 في جيتيسبيرغ في الولايات المتحدة.